# Cosmo Kramer
Cosmo Kramer, di solito indicato con il suo cognome, è un personaggio di fantasia nella sitcom Seinfeld (1989– 1998), interpretato da Michael Richards e doppiato, nella versione italiana, da Francesco Pannofino.
Il personaggio è vagamente basato sulla vita reale del comico Kenny Kramer, ex vicino di casa di Larry David che viveva dall'altra parte del pianerottolo. Kramer è l'amico e vicino di casa del personaggio principale Jerry, che risiede nell'appartamento 5B, ed è amico di George e Elaine. Dei quattro personaggi centrali della serie, solo Kramer non ha mezzi di sostentamento palpabili; i pochi lavori che tiene sembrano nient'altro che scherzi, anche se non sembra mai a corto di soldi.
Un'adorabile canaglia, i suoi marchi di fabbrica includono la sua pettinatura eretta e il guardaroba vintage, la cui combinazione ha portato Elaine a caratterizzarlo come un "hipster"; adora la frutta fresca; fuma occasionalmente, in particolare sigari cubani; irrompe continuamente dalla porta dell'appartamento di Jerry, senza nemmeno preoccuparsi di bussare prima; ha una spiccata tendenza ad emettere suoni con la bocca per indicare scetticismo, disaccordo, irritazione e una varietà di altri sentimenti. È stato descritto come "uno straordinario incrocio tra Eraserhead e Herman Munster". Kramer è apparso in tutti gli episodi tranne due: Il ristorante cinese e La penna, rispettivamente della seconda e della terza stagione.
Nell'episodio pilota di Seinfeld, Kramer era originariamente chiamato "Kessler" per prevenire problemi legali poiché era basato sulla vita reale del vicino di casa di Larry David, Kenny Kramer. Kenny in seguito permise a Larry David, che è stato l'autore di Seinfeld dalla prima alla settima stagione, di usare "Kramer" al posto di Kessler. A partire dal secondo episodio della serie, L'indagine, il nome del personaggio è stato cambiato in Kramer.

## Background e famiglia
Ne Il viaggio, Kramer ammette che un uomo in un parco si è mostrato a lui quando era un ragazzino. In La partita di golf Kramer rivela a Jerry di essere cresciuto in una famiglia rigida dove doveva essere a letto ogni notte entro le 21:00. In La lettera, Kramer racconta a due mecenati d'arte di essere scappato di casa all'età di diciassette anni e di essersi nascosto a bordo di un piroscafo diretta verso la Svezia.
Kramer non ha mai completato il liceo; tuttavia, è chiarito in Il barbiere che Kramer ha un diploma professionale.
Kramer è stato lontano per un lungo periodo da sua madre, Babs Kramer, che lavora come direttrice del bagno in un ristorante di lusso. A differenza di George e Jerry, il personaggio di Kramer non ha una rete ben sviluppata di membri della famiglia mostrata nella sitcom. È l'unico personaggio principale dello show il cui padre non fa mai la sua apparizione; tuttavia, in Saggezza cinese, Kramer afferma di essere l'ultimo membro maschio della sua famiglia, il che implica che suo padre fosse morto. Menziona anche in Qui pro quo che ha o aveva un cugino sordo, dal quale ha imparato fluentemente la lingua dei segni americana, ma quando Kramer cerca di comunicare utilizzandola, crea frasi completamente senza senso e non può tradurre correttamente quello che vede usare dagli altri. Apparentemente, inoltre, non ha figli biologici, sebbene abbia adottato il miglio 114 della Arthur Burghardt Expressway in La buca.
Durante una discussione, Kramer rivela a Jerry che nel 1979 è stato colpito alla testa da un condizionatore che cadeva mentre camminava sul marciapiede. Jerry chiede se è stato quando Kramer viveva a Greenwich Village, a cui Kramer risponde che non riesce a ricordare.
Ne Il nascondiglio, viene rivelato che Kramer ha trascorso un breve periodo nell'Esercito, sebbene le informazioni su questo periodo siano "classificate". Nell'episodio tre della prima stagione dice di aver vissuto a Los Angeles per tre mesi.

## Personalità
Kramer ha tratti di personalità contrastanti. A volte è superficiale, insensibile e indifferente. Sebbene eccentrico, Kramer è generalmente premuroso, amichevole e di buon cuore; spesso fa di tutto per aiutare dei perfetti sconosciuti e cerca di convincere i suoi amici ad aiutare anche gli altri e a fare la cosa giusta anche quando non vogliono. È fiducioso nel suo modo unico di fare le cose, ma può essere nevrotico e molto nervoso. La sua stranezza, gli strani movimenti del corpo e i frequenti borbottii senza senso sono diventati il suo marchio di fabbrica.
Kramer era originariamente concepito come un recluso che non lasciava mai il suo appartamento se non per visitare Jerry. Questo è stato il motivo originale per cui Kramer si serve da solo dei beni e del cibo di Jerry senza alcun respingimento e anche perché è vistosamente assente dall'episodio della seconda stagione Il ristorante cinese, che si svolge interamente all'esterno dell'edificio. Tuttavia, nella terza stagione Kramer inizia a unirsi a Jerry, Elaine e George in varie scene fuori dall'edificio. Con il progredire della serie, Kramer perde completamente ogni accenno di solitudine e diventa uno dei personaggi più estroversi dello show.
Kramer mette direttamente nei guai i suoi amici anche consigliando loro azioni poco sagge o addirittura illegali come parcheggiare illegittimamente in uno spazio per disabili (Soddisfatti o rimborsati), urinare in un garage (Il parcheggio), commettendo frode alle poste ("Il pacco bomba") o addirittura assumere un assassino per sbarazzarsi di un cane ("Voglio dormire"). Kramer è anche noto per mendicare roba dai suoi amici, in particolare Jerry. Kramer entra regolarmente e usa l'appartamento di Jerry senza il suo consenso o la sua conoscenza, e spesso si serve del cibo di Jerry. Kramer utilizza anche strumenti / elettrodomestici di Jerry, solo occasionalmente con il permesso, e spesso restituendoli malconci. La ragione di tutto questo è perché a Kramer viene detto "Quello che è mio è tuo" al suo primo incontro con Jerry ("Indietro tutta!").
Kramer è noto per la sua estrema onestà e, di conseguenza, per la mancanza di tatto; in "La plastica al naso", dice alla ragazza insicura di George che ha bisogno di un'operazione al naso. In "Saluto con un bacio", quando Elaine cerca di trarre vantaggio da questa stranezza della personalità invitando Kramer a incontrare la sua amica, Wendy, la cui pettinatura secondo lei è antiquata, Kramer le dice che la adora. Invece di essere inorriditi, molti personaggi finiscono per ringraziare Kramer per il suo candore. Kramer si mette raramente nei guai per questo, ma i suoi amici spesso lo fanno; in "Uno spettacolo diabolico", Kramer fa commenti a Sally Weaver (Kathy Griffin), che poi incolpa Jerry di "averle rovinato la vita" di conseguenza.
Una spiegazione della personalità e dei tratti di Kramer, rispetto alla sua misteriosa infanzia e background, è accennata in "La rosticceria". Dopo una serie di conflitti, Jerry è costretto a vivere nell'appartamento di Kramer e viceversa. Jerry, infastidito dalle molte stranezze e idiosincrasie associate alla casa di Kramer, inizia a comportarsi come il suo strambo amico. Al contrario, quando Kramer inizia a vivere nell'appartamento normale di Jerry, diventa brevemente più simile al suo amico calmo e arguto.
In generale, Kramer eccelle nel persuadere Jerry a fare cose contro il suo miglior giudizio. D'altra parte, Kramer ha mostrato una lealtà quasi inflessibile nei confronti di Jerry in molti episodi, specialmente quando ha scelto di aiutarlo contro Newman in molti episodi, tra cui "Il suicidio" e "Il nuovo millennio" (in questo episodio, Kramer chiama Jerry "il mio amico" e tiene persino una fotografia di loro a braccetto a un capodanno precedente sul suo comodino ). Allo stesso modo, Jerry ha aiutato Kramer per buona volontà e sembra sempre perdonare e alla fine accettare le tendenze bizzarre di Kramer. A volte, Jerry è chiaramente abbastanza intrattenuto dalle buffonate di Kramer, che possono anche essere un fattore nella persistenza dell'amicizia. In "Tecnica di rilassamento", Jerry iperemotivo dichiara un amore quasi fraterno per Kramer, a cui Kramer risponde facilmente: "Anch'io ti amo, amico".
La sua relazione con Newman è definita fin dall'inizio ne Il suicidio, dove vanno molto d'accordo. Come i personaggi principali, anche loro entrano in conflitto, in particolare "Il furgone". I loro schemi per arricchirsi rapidamente sono riportati in "Il vecchio" e "Caccia al ladro".
Uno dei migliori amici di Kramer, Bob Sacamano, viene citato da Kramer in diverse occasioni, ma non compare mai sullo schermo. Jerry menziona persino di aver parlato con lui nell'episodio "La rosticceria". Sacamano è usato come fonte per diversi aneddoti strani, idee folli o informazioni imprecise. Lomez è un altro buon amico di Kramer che viene menzionato, ma non fa mai la sua comparsa.
La sua relazione con Susan è altalenante. Anche se vanno d'accordo in "Il ragazzo della piscina", ci sono molti episodi in cui lui le rende la vita un disastro. Le vomita addosso in "Il pilota", brucia inconsapevolmente la cabina di suo padre in "Il ragazzo bolla", esce con Mona mentre Susan è una fase lesbica in "L'entità" e dopo averla chiamata "Lily" ne "Il pilota (seconda parte)", insiste sul fatto che non sia un usciere al matrimonio tra lei e George (era anche preoccupata che "potrebbe accadere qualcosa... che potrebbe rovinare l'intera cerimonia").
L'appartamento di Kramer è oggetto di numerosi esperimenti radicali in interior design. Spesso, gli "esperimenti" non vengono mai completati mai a causa della scarsa attenzione che riesce a mantenere Kramer, incluso il suo piano per eliminare tutti i mobili e costruire "terrazzamenti... come l'antico Egitto" in "Pony fatale". Ha ricostruito il set di The Merv Griffin Show in "The Merv Griffin Show". L'interno dell'appartamento di Kramer si vede raramente, ma è noto che ha installato pavimenti in legno e carta da parati simile a venature del legno per, come spiega a Jerry, "dargli la sensazione di una baita". L'appartamento è incentrato su una grande vasca idromassaggio e un divano derivato da una Chevrolet del 1957. L'appartamento è decorato con tante piccole statue di persone, tutte realizzate interamente con pasta: Kramer le regala anche ai suoi amici, ad esempio a Jerry in "Il mandrillo" e Bette Midler in "La sostituta". Kramer ha anche fatto eseprimenti all'ingresso del suo appartamento, incluso invertire lo spioncino "per evitare un'imboscata" in "Un portafogli troppo gonfio" e installare una porta a zanzariera (dopo averla salvata dalla casa dei genitori di George) in "Tecnica di rilassamento".
A Kramer piace fumare sigari cubani. A partire da "Il portafogli" fino a "L'astinenza" allestisce un club per fumatori nel suo appartamento, che includeva una "serata della pipa" regolarmente programmata per coloro che preferivano il tabacco da pipa ai sigari e/o sigarette. La sua faccia si rovina dopo aver fumato così tanto e assume Jackie Chiles per citare in giudizio l'azienda di sigarette, ma invece ottiene la sua immagine di Marlboro Man sul cartellone pubblicitario della Marlboro a Times Square. A un certo punto, arriva al punto di provare ad assumere dei fabbricanti di sigari cubani nel tentativo di creare i propri sigari cubani in "Il paziente inglese", ma il piano va storto quando i "cubani" risultano essere dominicani.
Il ritratto di Richards del personaggio di Kramer ricorda da vicino quello di Stanley Spadowski, un bidello diventato conduttore televisivo per bambini che ha interpretato nella commedia UHF - I vidioti del 1989 con "Weird Al" Yankovic.
La conversazione di Kramer a volte contiene parole onomatopeiche o suoni senza senso per sottolineare un punto emotivo o descrivere azioni precedenti. Dei quattro personaggi principali, Kramer ha il minor numero di relazioni romantiche sullo schermo. Non sembra avere problemi ad attirare le donne e si dice persino che possieda il "Kavorka" (tradotto come "l'esca dell'animale"). Le sue relazioni spesso finiscono in modo imbarazzante e, come quelle di Jerry, di solito hanno vita breve. Kramer in alcune occasioni ha preso le persone sotto la sua ala protettrice e protegge aggressivamente i loro interessi. Kramer è noto per abbracciare strane filosofie uniche a lui stesso e rifiutare comportamenti sociali accettabili o fatti consolidati.

## Accoglienza
Ken Tucker ha scritto in una recensione del 1992 in Entertainment Weekly che Kramer è "la persona più da cartone animato e meno definita in Seinfeld. Kramer il cui corpo lungo e allampanato sembra sempre sorprendere la sua mente — corre sempre, inciampa, sbatte contro le cose; non entra nell'appartamento di Jerry tanto quanto ci esplode dentro." Nel 1999, TV Guide lo ha classificato al 36º posto nell'elenco dei "50 migliori personaggi TV di tutti i tempi".

## Eredità culturale
La band Kramer's Place prende il proprio nome dal personaggio Kramer.
Nella serie Innamorati pazzi della NBC, viene mostrato che Kramer sta subaffittando il suo appartamento da Paul Buchman, uno dei personaggi principali della serie. Paul e Kramer hanno una discussione sul fatto che Paul che ha ceduto a Kramer l'appartamento.
La band pop-punk Ledger fa riferimento a Kramer nel titolo della canzone "Some Days You're Kramer, Some Days You're Costanza".
Il gruppo hip hop alternativo Das Racist fa riferimento indirettamente a Kramer riferendosi allo spettacolo Seinfeld e all'attore Michael Richards che lo interpreta nella canzone "Rapping 2 U".